# Kamikawa (Hokkaidō)
Kamikawa (上川町, Kamikawa-chō) és una vila i municipi de la subprefectura de Kamikawa, a Hokkaido, Japó i pertanyent al districte homònim. Tot i ser un municipi principalment agràri, les activitats econòmiques es complementen amb el turisme d'onsen o aigues termals i el proper aeroport d'Asahikawa.

## Geografia
La vila de Kamikawa es troba localitzada a la part més oriental de la subprefectura homònima, al centre geogràfic de Hokkaido. El terme municipal de Kamikawa limita amb els de Aibetsu (districte de Kamikawa) i Shibetsu al nord; amb Kitami, Takinoue i Engaru (districte de Monbetsu), tots tres pertanyents a la subprefectura d'Okhotsk; cap al sud limita amb Kami-Shihoro (districte de Katō) i Shintoku (districte de Kamikawa), les dues a la subprefectura de Tokachi i en direcció oest amb Asahikawa, la capital subprefectural i segona ciutat més populosa de Hokkaido, Biei, Higashikawa i Tōma, els tres pertanyents al districte de Kamikawa i a la subprefectura homònima.

## Història
A mitjans del segle xix, les terres serien explorades per Takeshirō Matsuura, qui va veure les fonts termals que més avant es convertirien en balneari u onsen. El primitiu llogaret de Kamikawa es separà del poble d'Aibetsu l'any 1918, adquirint el seu nom pel riu homònim. L'1 de gener de 1924 es crea oficialment el poble de Kamikawa i no seria fins a l'any 1952 quan el municipi assolí la seua actual categoria de vila.

## Demografia
| 1920  | 1930  | 1940  | 1950  | 1960   | 1970   | 1980  |
| ----- | ----- | ----- | ----- | ------ | ------ | ----- |
| 3.419 | 6.399 | 8.025 | 8.488 | 15.289 | 11.372 | 9.302 |
| 1990  | 2000  | 2010  | 2020  | 2030   | 2040   | 2050  |
| 6.668 | 5.718 | 4.532 | 3.398 | -      | -      | -     |

## Transport

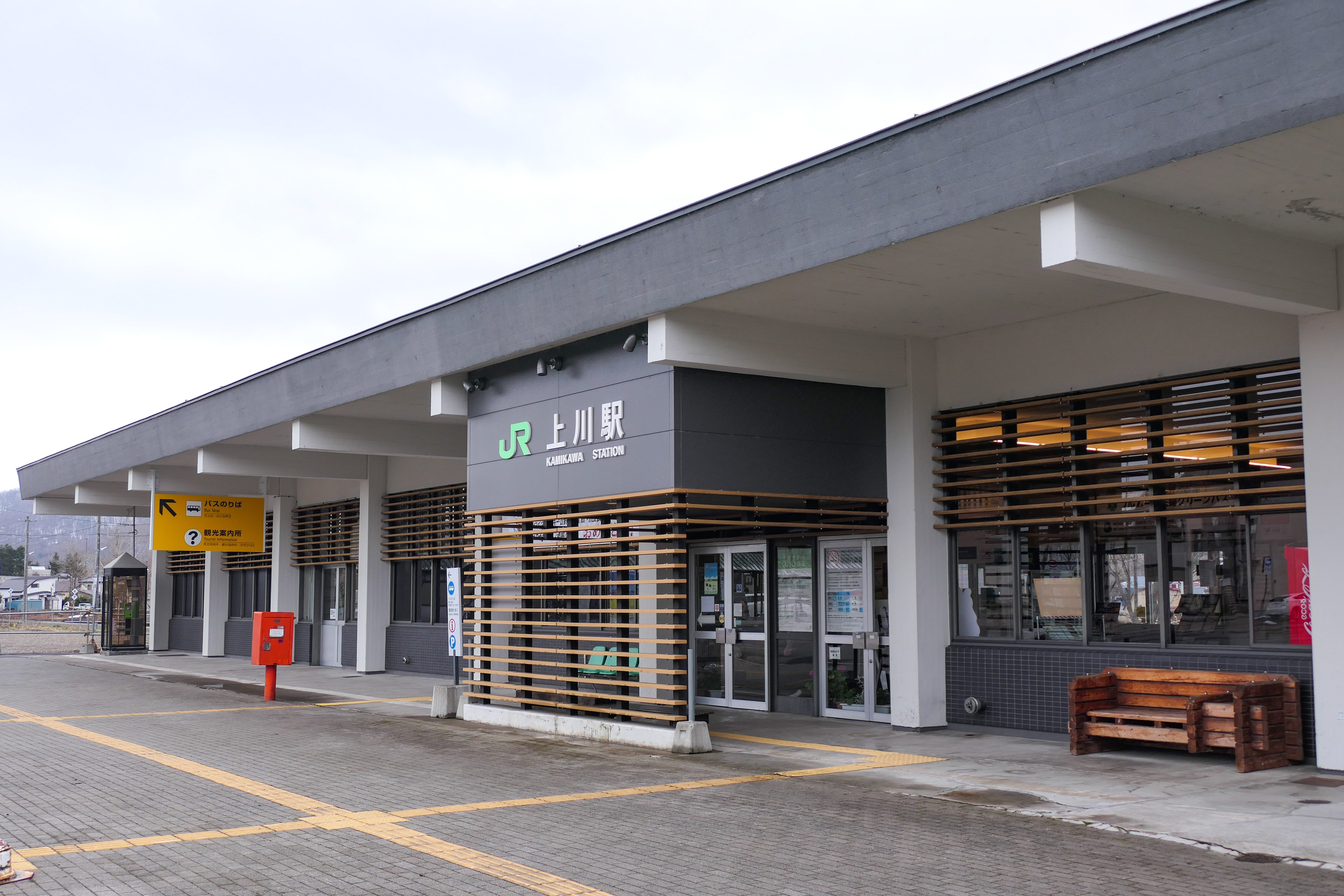
Estació de Kamikawa

### Ferrocarril
- Companyia de Ferrocarrils de Hokkaido (JR Hokkaido)
  - Tōun - Kamikawa - (Nakakoshi) - (Kamikoshi)

### Carretera
- Autopista d'Asahikawa-Monbetsu
- Nacional 39 - Nacional 273 - Nacional 333
- Prefectural 223 - Prefectural 300 - Prefectural 640 - Prefectural 849 - Prefectural 1162 - Prefectural 1171

## Agermanaments
- Rocky Mountain House, província d'Alberta, Canadà. (21 de juny de 1984)